# Жуёвич, Живоин
Живоин Жу́ёвич (серб. Живојин Жујовић; 10 ноября 1838, Врачевич, ныне община Лайковац, Сербия — 25 апреля 1870, Белград) — сербский публицист.

## Биография
Изучал богословие в Белграде, затем с 1859 года — в Киевской семинарии и в Санкт-Петербургской духовной академии, откуда затем перешёл в Санкт-Петербургский университет.
В 1860-х годах публиковался в журнале «Современник», газете «Голос», в 1866 году заведовал отделом славянских новостей в газете «Санкт-Петербургские ведомости».
В 1866 году покинул Россию, жил в Мюнхене, затем в Цюрихе, где завершил своё образование. Вернувшись в Белград, работал секретарём в министерстве финансов Сербии, продолжал публиковаться в «Санкт-Петербургских ведомостях» как иностранный корреспондент.
В январе 1870 года был избран действительным членом Сербского научного общества (серб. Српско учено друштво) — предшественника Сербской академии наук и искусств.
Умер от туберкулёза.

## Взгляды
По мнению Большой Советской Энциклопедии, Жуёвич «выступал поборником братства и дружбы славянских народов».
Считается одним из первых сербских социалистов (таковым его называл, например, Светозар Маркович), последователем Прудона.